# Cornelis Pieter van den Hoek
Cornelis Pieter (Piet) van den Hoek (Leerdam, 7 juni 1921 – Werkendam, 12 februari 2015) was een Nederlandse verzetsstrijder tijdens de Tweede Wereldoorlog. Van den Hoek was een van de weinige ridders van de Militaire Willems-Orde.
In 1942 werd hij opgepakt en naar een werkkamp in Keulen gebracht. Tijdens zijn verlof in november 1943 dook hij onder. Hij vond onderdak op een ark in de Biesbosch, waar al drie anderen ondergedoken zaten. Proviand kregen ze via de verzetsorganisatie Ordedienst (OD). Hij ging in het verzet en sloot zich aan bij de 'De Partizanen van de Biesbosch'. Hij werd een van de 21 line-crossers in de Biesbosch en maakte 37 oversteken, waarbij hij mensen, berichten, goederen of medicijnen overbracht.
Nadat hij opnieuw was opgepakt, werd hij naar werkkamp Waterloo in Amersfoort gestuurd, waar hij met 42 andere gevangenen te voet aankwam. Hij ontsnapte uit het kamp, liep terug naar Drimmelen en meldde zich weer aan als line-crosser.
Piet van den Hoek beschreef in 1993 het werk van de line-crossers in 'Biesbosch-Crossings 1944-1945'. Op zijn initiatief kwam er in 1989 een monument in Werkendam ter herinnering aan de crossers en hun werk.
Hij overleed op 93-jarige leeftijd in Werkendam.

## Decoraties
- Militaire Willems-Orde, Ridder vierde klasse
- Orde van Oranje-Nassau, Ridder
- Verzetsherdenkingskruis